# ラシャーヌ!
『ラシャーヌ!』は、魔夜峰央による日本の漫画作品。1978年から1989年にかけて花とゆめをはじめ、白泉社の刊行する複数の漫画雑誌に不定期に掲載された。
怪奇漫画を中心に活躍していた魔夜が、後年のヒット作『パタリロ!』（発表は本作と同年）などのギャグ漫画路線に転身した最初の作品。

## 概要
破壊的な性格を持ち、異常に惚れっぽいインドに住む美少年ラシャーヌが、自身の恋やイタズラで周囲を巻き込んで大騒動した挙げ句に、意中の相手にフラれるというのが毎話の主な展開である。
このシリーズは白泉社が刊行する複数の漫画雑誌に不定期に掲載されたため、厳密には連載とは言いがたい面を持つ（掲載誌は『花とゆめ』・『花とゆめ増刊号』・『別冊花とゆめ』・『LaLa』・『月刊コミコミ』など）。他方、基本的に短編連作の体裁であるため、キャラクターさえ把握していればシリーズの前後の流れはほとんど無視できる。1989年以降は新作が発表されていないが、シリーズ終了が明確に提示された事はない。詳細はエピソードの節を参照。
作者曰く、「最初は、兄を殺した組織に少年ビシューヌが復讐していくというシリアスな設定だったのだが、何をどう間違ったのかあんなことになってしまった」とのこと。原案がまとまらず締切も近づいた際、本屋で立ち読みした雑誌に掲載されていた笠太郎の漫画を読みコメディ路線へ転換し、その帰り道の10分でエピソード1『カイヌンの眼』のストーリーを練り上げたとインタビューで語っている。
番外編として、メインストーリーから7年後の、主人公ラシャーヌが結婚し産まれた子供ビショーネとの日々を描く『PaPaラシャーヌ!』も存在する（1991年〜1992年に白泉社の『花曜日』にて掲載）。
後年の魔夜峰央のヒット作『パタリロ!』にもラシャーヌは複数回出演しており、本作の作中にも同作のキャラクターやそれを模したキャラクターが出演する。花とゆめ1980年11号では本作のエピソード7『桜の国から』と『パタリロ!』の『スターダスト』が、連続したページではないもののストーリーを共有しており互いに両作のキャラクターが登場する。
なお、主人公の容貌と性格を受け継いだキャラクター朝野昼馬が、別作品『クレプスキュール -逢魔が刻-』・『トワイライト -大禍刻-』に登場している。
2014年の『別冊花とゆめ』12月号では、『別花×花ゆめトリビュートコミックwith魔夜峰央』と題した付録が付属し、1992年以来22年ぶりとなる描き下ろし『パタリロとラシャーヌがパリでランデブー』が発表された。
2023年に魔夜峰央のデビュー50周年を記念し、愛蔵版が全3巻で刊行された。最新のデジタル技術を駆使し、雑誌掲載時の本文カラーの再現が行われている。エピソード1〜30と『PaPaラシャーヌ!』、『パタリロとラシャーヌがパリでランデブー』ほか、単行本や文庫には収録されなかったイラストや作者インタビューが収められる。

## 登場人物
ラシャーヌ
インドの貿易商ハッサンの息子で、人をおちょくるのが大好きな美少年。さらには破壊的な性格の持ち主で、おちょくるだけでなく大損害を被らせる事もしばしば。サラビアの戦争に加わり、1ダースの手榴弾を持ち帰ろうとしたため、刑務所に収監されたことがある。
その一方惚れっぽい性格で、男女問わず恋をしてはフラれてばかりいる。振られる度に「あーーーーい!」と泣く。
叔父に習っている拳法が得意。
『パタリロ!』に何度かゲストで登場している。漫画版では数回出演しており、『恋の旅路』では、エナメルっぽいピカピカのロングブーツを履いた両足を上に向けた姿で、窓から真っ逆さまに落ちかけ「いい格好だねえ」とマライヒに言われてしまう。『パタリロ忠臣蔵』では赤穂浪士の一人として、堀部安兵衛に扮する「おじ様」とともにカメオ出演している。作者名前「峰央」の由来は大角岑生（昭和期の海軍大将、男爵）からとったと言われており、大角は赤穂義士の行動を愚挙として否定した事で知られるが、魔夜は史実の元禄赤穂事件とフィクションの忠臣蔵とはあくまで別物としている。（『パタリロ忠臣蔵』でも吉良が美少女（チーフアシスタント・純）、大石は男色家（バンコラン）に描かれ史実と異なる。）。
アニメ版では第5話「死の天使マライヒ」にて1シーンだけ電話混線の際に登場した。声優は中谷ゆみ。
『パパラシャーヌ！』ではハッサンの会社に就職しているが、寝て、天丼を食べて、また寝るだけで、働いている様子はない。既に妻子がありながら惚れっぽいのは相変わらずで、また男性とも何度か性体験があったと語っており、一時期男娼として小遣い稼ぎをしていた事もある。
作者は、『翔ばして!埼玉』の作中において「ひとりでボケとツッコミをこなしていると指摘されたことがある」「なんとなく動かしにくいキャラだった」とコメントしている。
ハッサン
ラシャーヌの父親。ラシャーヌの日々のおちょくりの標的。ラシャーヌによって入院したり、冤罪で逮捕されたこともあり、ラシャーヌに本気で殺意を抱いたり、家から追い出そうとしたこともある。その反面で意外といい性格をしており、自ら悪戯を仕掛けたり、弟をおちょくることもあった。
世界各国で商売をしており、取引品は銃器から楽器まで多岐にわたる。
おじ様
ハッサンの弟でラシャーヌの叔父。「七星虎狼拳」という拳法の達人で道場主。独身。ラシャーヌとの関係はおちょくり相手だったが、一時は真剣な恋愛関係にまで発展した。29歳という年齢を中年扱いされると喚きながら暴れる癖がある。ラシャーヌやばあやからは「おじ様」、ハッサンからは「弟」、第三者からは「ラシャーヌのおじ様」と呼ばれ、本名は一切出てこない。
『パパラシャーヌ!』では少し顔に皺が刻まれ、同時に年齢相応に落ち着きが出てきた。『パタリロ忠臣蔵』では堀部安兵衛役でカメオ出演（史実では堀部武庸の甥・長井政慶は討ち入りに不参加）。
ばあや
ラシャーヌの家のお手伝い。初登場時はただのおばあさんだったが、次第に外観がパタリロのようになった。昔からラシャーヌ家で働いているらしく、家族同様の扱いを受けており、ラシャーヌやハッサンにも遠慮なくツッコミを入れる。ただし基本的にはラシャーヌと気が合い、彼のおちょくりを手伝うこともしばしば。
『パパラシャーヌ!』では既に亡くなっており、幽霊になって家事をしていた。
マダム・ローゼン
美少年趣味で、「カイヌンの眼」という宝石の力で少年達をかどわかして囲っていたが、ラシャーヌによって暴かれ、以後彼を逆恨みしている。
ヤスミン
ラシャーヌの従妹。ハッサンの姪。ラシャーヌが化粧をするとそっくりになる。母親がフランスの外交官と結婚したため、パリに住んでいる。とある事件で知り合った伯爵と結婚する。
伯爵
フランスの貴族。画家としても知られており、ヤスミンを絵のモデル（刑務所に入れられたラシャーヌを出すための交換条件だった）として自分の屋敷に招待する。
初登場時はクールな人物だったが、ラシャーヌにおちょくられ、またヤスミンと結婚したこともあり、以降はギャグキャラとなった。ラシャーヌのおかげでタヌキがトラウマになっている。
イエリナ
独身のおじ様にハッサンが紹介した女性。おじ様の初恋の相手であるラシャーヌの母に似ているらしく、当初ラシャーヌへの当て馬に利用しようとしていたおじ様は、真剣に彼女と恋愛するようになる。後におじ様と婚約する。
聡明でしっかりした女性で、ラシャーヌのおじ様への気持ちにも気がついていた。
ビショーネ
「パパ・ラシャーヌ！」に登場するラシャーヌの息子。母親は病弱なためスイスで療養中。破壊的性格の父親を持ったおかげで、たくましい性格に育っている。父・ラシャーヌを「父ちゃん」と呼ぶ。
パタリロ、バンコラン
作者の別作品『パタリロ!』の主役コンビ。ラシャーヌ達が日本に行った時に成田空港で遭遇した（このくだりは『パタリロ!』内でも視点を変えたクロスオーバーで描かれている）。この際、ラシャーヌはバンコランの眼力に対して反応速度を遅らせる事で対抗した。後にラシャーヌが『パタリロ!』に登場し、再会したバンコランに失恋するエピソードが描かれている。
スチュワーデス
名もないモブキャラだが本編に合計3回登場し、3回ともラシャーヌにおちょくられてプライドを破壊されている。若作りだが30歳近いらしい。

## エピソード・掲載号
いずれも出典は愛蔵版より。
掲載は単行本の発表順および愛蔵版収録順。
| 本編   | 本編                                    | 本編                                  | 本編   | 本編       |
| No     | タイトル                                | 収録                                  | 単行本 | 備考       |
| ------ | --------------------------------------- | ------------------------------------- | ------ | ---------- |
| 1      | カイヌンの眼                            | 『花とゆめ増刊』1978年冬の号          | 1      |            |
| 2      | マドンナの涙                            | 『花とゆめ増刊』1978年夏の号          | 1      |            |
| 3      | 怪奇呪いの館                            | 『花とゆめ増刊』1978年秋の号          | 1      |            |
| 4      | ラシャーヌ ローマにて                   | 『花とゆめ』1979年4号                 | 1      |            |
| 5      | 貴婦人の唇                              | 『花とゆめ』1979年6号                 | 2      |            |
| 6      | 夜間飛行                                | 『花とゆめ増刊』1979年秋の号          | 2      |            |
| 7      | 桜の国から                              | 『花とゆめ』1980年11号                | 2      | [ 注釈 1 ] |
| 8      | 青い人魚                                | 『花とゆめ増刊』1980年18号            | 3      |            |
| 9      | 危険な華                                | 『花とゆめ』1981年3号                 | 3      |            |
| 10     | 飛ぶ星                                  | 『花とゆめ』1981年11号                | 3      |            |
| 11     | おじ様 恋の冒険行                       | 『花とゆめ』1981年19号                | 3      |            |
| 12     | あなたにメリークリスマス                | 『花とゆめ』1981年24号                | 4      |            |
| 13     | パリにて                                | 『花とゆめ』1982年2号増刊号           | 4      |            |
| 14     | 10年前                                  | 『別冊花とゆめ』1982年春の号          | 3      |            |
| 15     | 恋愛遊戯                                | 『別冊花とゆめ』1982年秋の号          | 4      |            |
| 16     | ケーナ                                  | 『花とゆめ』1982年11月増刊号          | 4      |            |
| 17     | さよならおじ様                          | 『花とゆめ』1983年2月増刊号           | 4      |            |
| 18     | おじ様大好き!                           | 『花とゆめ』1983年2月増刊号           | 5      |            |
| 19     | マダム=ローゼン                         | 『別冊花とゆめ』1983年秋の号          | 5      |            |
| 20     | あわれなハッサン                        | 『花とゆめ』1983年11月増刊号          | 5      |            |
| 21     | 雪の聖夜                                | 『別冊花とゆめ』1984年冬の号          | 5      |            |
| 22     | エスピオナージ                          | 『別冊花とゆめ』1984年春の号          | 5      |            |
| 23     | 忍ぶれど                                | 『花とゆめ』1985年5月増刊号           | 6      |            |
| 24     | 油断が命取り                            | 『別冊花とゆめ』1985年夏の号          | 6      |            |
| 25     | ヒエンラ                                | 『別冊花とゆめ』1986年春の号          | 6      |            |
| 26     | 猫ニャンニャンニャン                    | 『別冊花とゆめ』1986年夏の号          | 6      |            |
| 27     | フルート奏者                            | 『別冊花とゆめ』1986年秋の号          | 6      |            |
| 28     | おじ様エスパー                          | 『別冊花とゆめ』1987年春の号          | 6      |            |
| 29     | 逆ラブポーション                        | 『別冊花とゆめ』1988年秋の号          | 7      |            |
| 30     | 約束の流れ星                            | 『別冊花とゆめ』1989年秋の号          | 7      |            |
| 番外編 |                                         |                                       |        |            |
|        | 怪奇ニロ女                              | 『LaLa』1976年9月号                   | 1      |            |
|        | 薔薇の秘術師                            | 『LaLa』1977年3月号                   | 1      |            |
|        | 黒塚                                    | 『LaLa』1978年2月号                   | 2      |            |
|        | 夜だけのミストレス                      | 『LaLa』1979年2月増刊号               | 2      |            |
|        | 焼き肉はいかが?                         | 『別冊花とゆめ』1981年夏の号          | 3      |            |
|        | ミーちゃん28歳 最後のあがき             | 『別冊花とゆめ』1982年春の号          | 3      |            |
|        | ゴハンダ                                | 『コミコミ』1983年5月号               | 5      |            |
|        | PaPaラシャーヌ その1                    | 『花曜日』1991年SUMMER号              | 7      |            |
|        | PaPaラシャーヌ その2                    | 『花曜日』1991年AUTUMN号              | 7      |            |
|        | PaPaラシャーヌ その3                    | 『花曜日』1992年WINTER号              | 7      |            |
|        | PaPaラシャーヌ その4                    | 『花曜日』1992年SPRING号              | 7      |            |
|        | パタリロとラシャーヌが パリでランデブー | 『別冊花とゆめ』2014年12月号 別冊付録 |        |            |

## 書誌情報
- 単行本 魔夜峰央『ラシャーヌ!』 白泉社 （花とゆめコミックス）、全7巻
  1. 1979年3月24日発売、ISBN 978-4-592-11271-6
  2. 1980年7月24日発売、ISBN 978-4-592-11272-3
  3. 1982年7月25日発売、ISBN 978-4-592-11273-0
  4. 1984年1月24日発売、ISBN 978-4-592-11274-7
  5. 1984年7月24日発売、ISBN 978-4-592-11275-4
  6. 1987年9月25日発売、ISBN 978-4-592-11276-1
  7. 1993年2月25日発売、ISBN 978-4-592-11277-8

- 文庫本 魔夜峰央『ラシャーヌ!』 白泉社〈白泉社文庫〉、全4巻
  1. 1996年9月13日発売、ISBN 978-4-592-88241-1
  2. 1996年9月13日発売、ISBN 978-4-592-88242-8
  3. 1998年3月13日発売、ISBN 978-4-592-88243-5
  4. 1998年3月13日発売、ISBN 978-4-592-88244-2

- 愛蔵版 魔夜峰央『ラシャーヌ! 愛蔵版』小学館 〈小学館クリエイティブ〉、全3巻
  1. 2023年3月10日発売、ISBN 978-4-7780-3876-2
  2. 2023年4月12日発売、ISBN 978-4-7780-3877-9
  3. 2023年5月12日発売、ISBN 978-4-7780-3878-6